# Catboat
Catboat ou cat-boat é o termo empregue para definir o velame a uma só vela e cujo mastro está posicionado muito à frente da embarcação. 
O termo Catboat designa ao mesmo tempo : o velame, o veleiro assim equipado e a classe a que esta embarcação pertence  . A origem do nome é desconhecida, mas está associada, principalmente, aos barcos que surgiram no litoral do nordeste dos EUA, no século XIX, e eram usados como barcos de transporte de cargas e também pesca em mar aberto . Devido às particularidades geográficas das regiões onde se tornaram populares (Martha´s Vineyard, New Bedford, Cape Cod), desenvolveram as características peculiares que os distinguem: calado baixo e bolina retrátil, para navegar em estuários e baías abrigadas, onde faziam o transporte de víveres, das fazendas à margem dos rios até os navios cargueiros e baleeiros; boca larga para poder navegar com segurança em alto mar, onde realizavam o arrasto de ostras e pesca de peixe-espada; mastro colocado bem à vante para liberar o centro da embarcação para a carga; vela carangueja única, pois o barco era geralmente tripulado por duas pessoas, onde uma pilotava e outra realizava as fainas da pesca; proa alta para dar suporte ao mastro sem estaiamento (por estar muito à vante não é prático montr brandais recuados); leme "barndoor" (porta de celeiro), raso e longo, para poder navegar à vela em áreas rasas. As características peculiares desta embarcação fizeram deles excelentes veleiros de esporte e recreio, pois, por conta da boca, o cockpit é muito espaçoso, e o calado baixo permite encalhar na praia, rebocar com facilidade, e a cabine oferece, mesmo em barcos pequenos, excelentes acomodações. Um catboat de 22 pés podia comportar 20 pessoas em passeios. Com o advento do motor, os catboats praticamente desapareceram, mas encontraram uma nova vida como barcos de cruzeiro e passeio, sendo produzido até hoje de forma profissional e amadora, em fibra de vidro, madeira e compensado-epóxi. 

## Origem
Na origem barco de transporte muito conhecido nos Estados Unidos desde os anos 1920, o Catboat tornaram-se barcos de recreio a partir dos anos 1950 .

## Modelos
Entram nesta classe de barcos o veleiro ligeiro como o Finn dos anos 1950 e mais recentemente o Europe o Laser, que como o catboat usam uma vela do tipo bermudiana. O primeiro catboat monotipo olímpico foi de Dinghy International 12' em 1920 a dois navegadores e em solitário  Vela nos Jogos Olímpicos de Verão de 1928.

## Catboats no Brasil

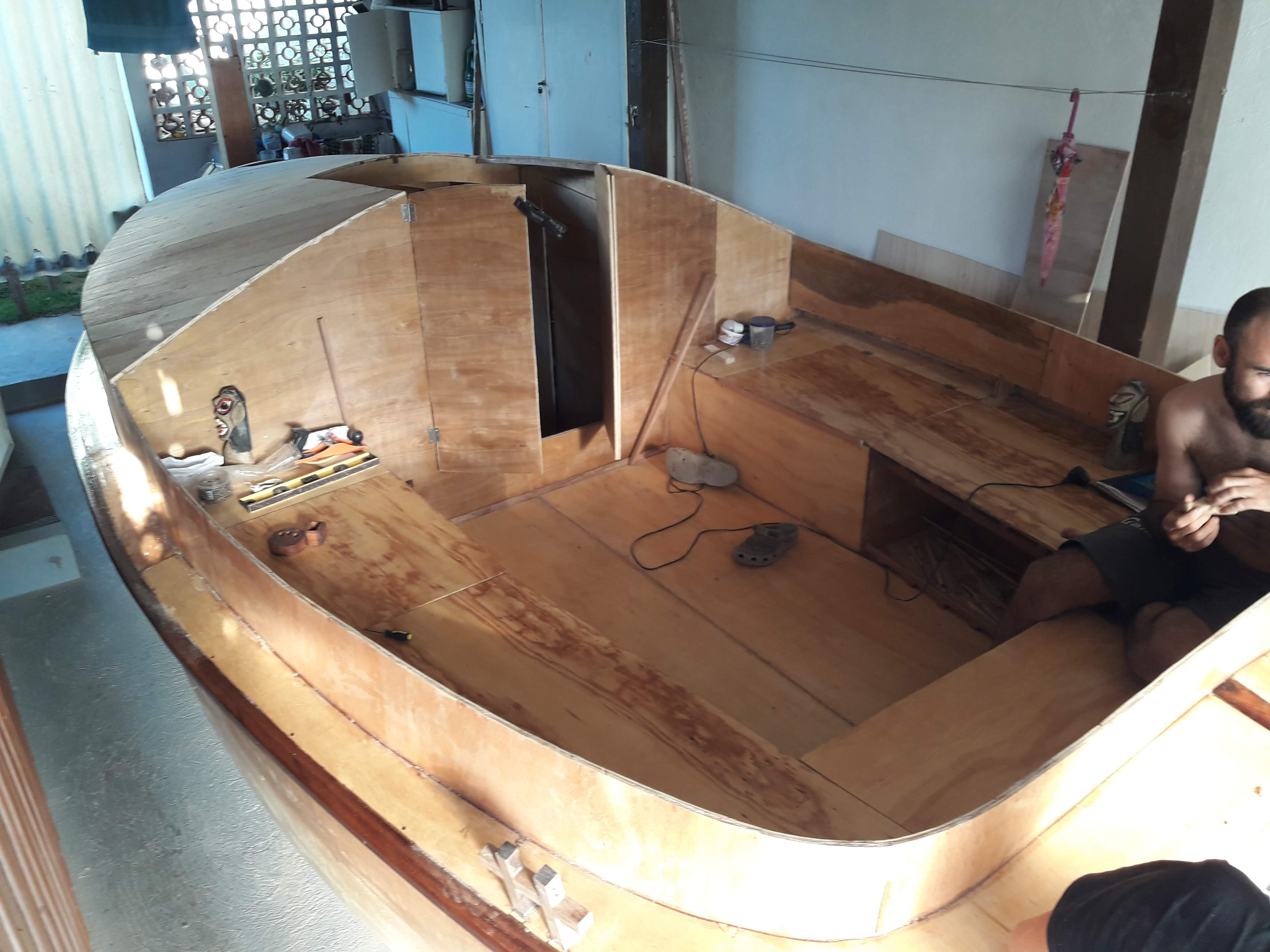
Veleiro Catboat de 19 pés sendo construído no Brasil

No Brasil, há registro da construção de dois catboats em Paranagúa, nos anos 70, em  madeira sobre cavernas. Em 2019 foi lançado na água um catboat projetado no Brasil e construído no Madeira Mar Estaleiro Escola, em Florianópolis. Hoje existem diversos catboats de 16 e de 19 pés sendo construídos a partir de projetos para construção artesanal em compensado naval e resina epóxi.

## Imagens

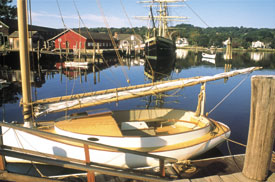
A origens de em veleiro de trabalho/pesca
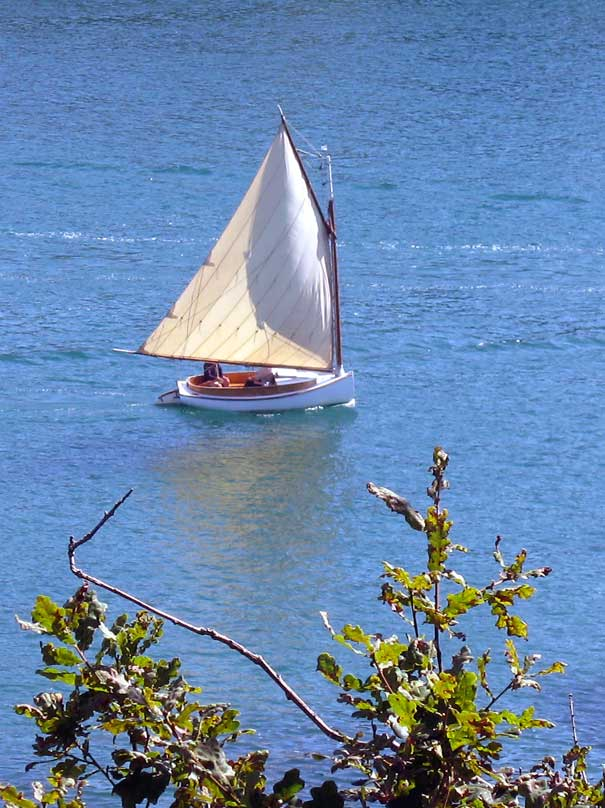
Catboat com vela aúrica
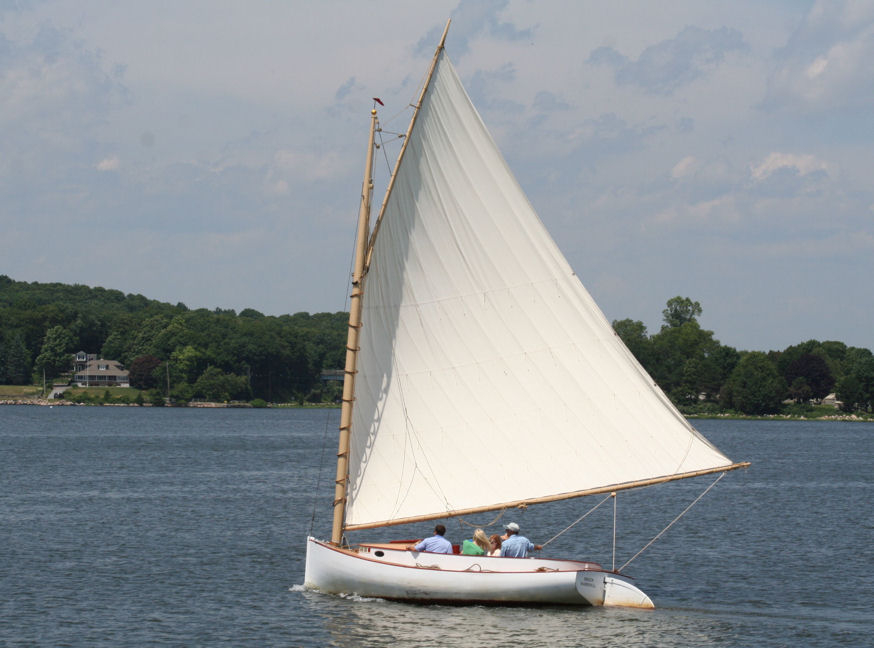
No Mystic Seaport maritime museum in Connecticut
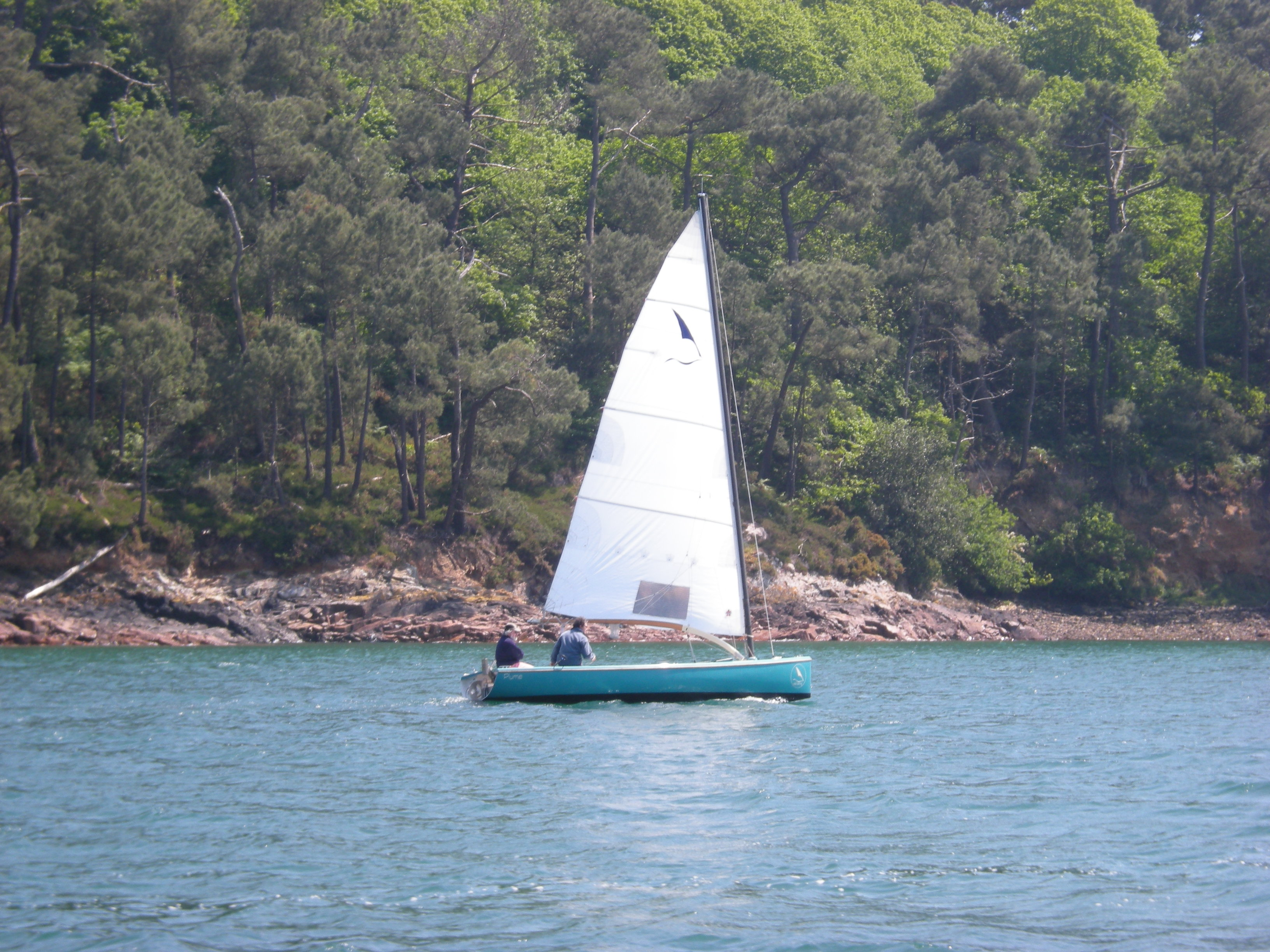
Um Plume
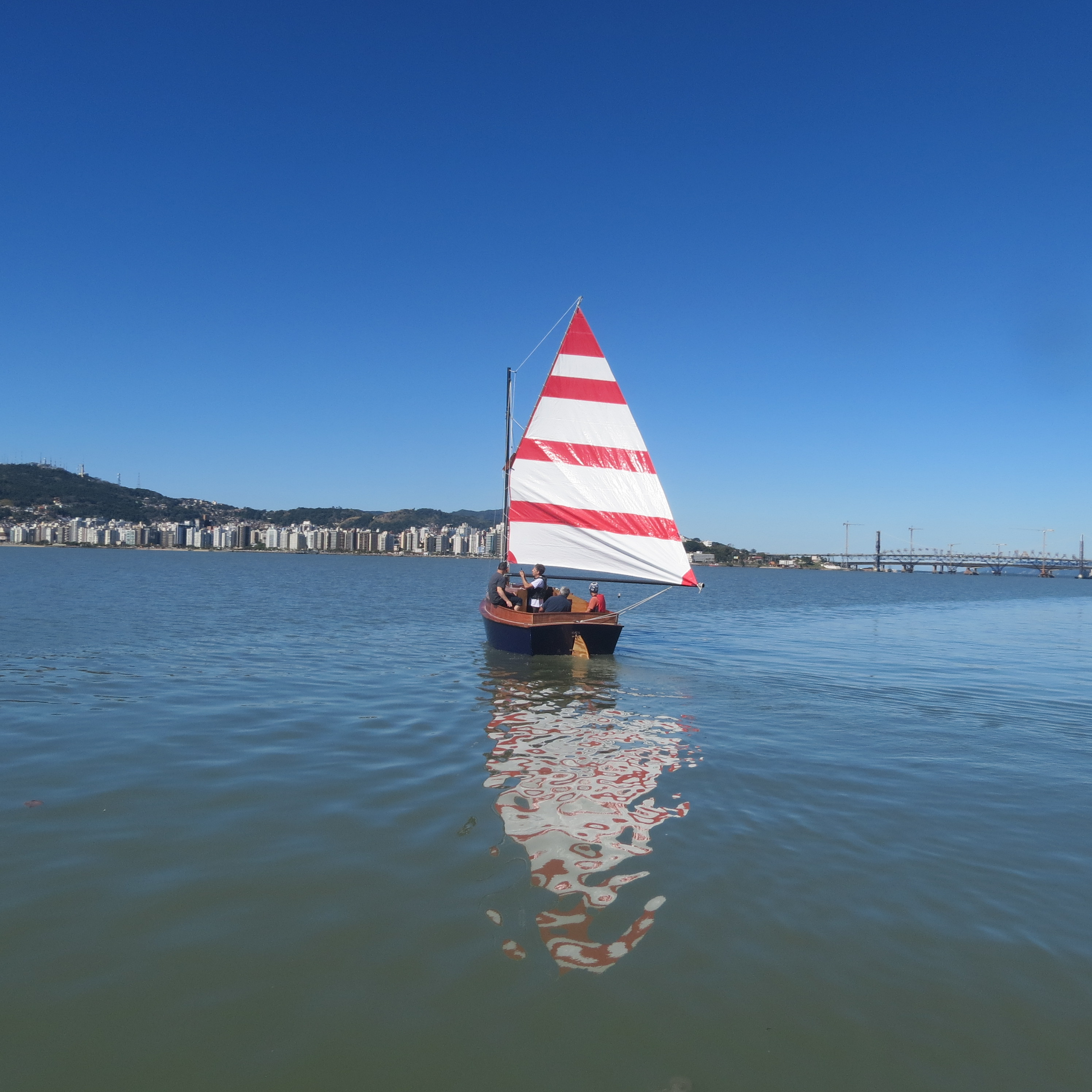
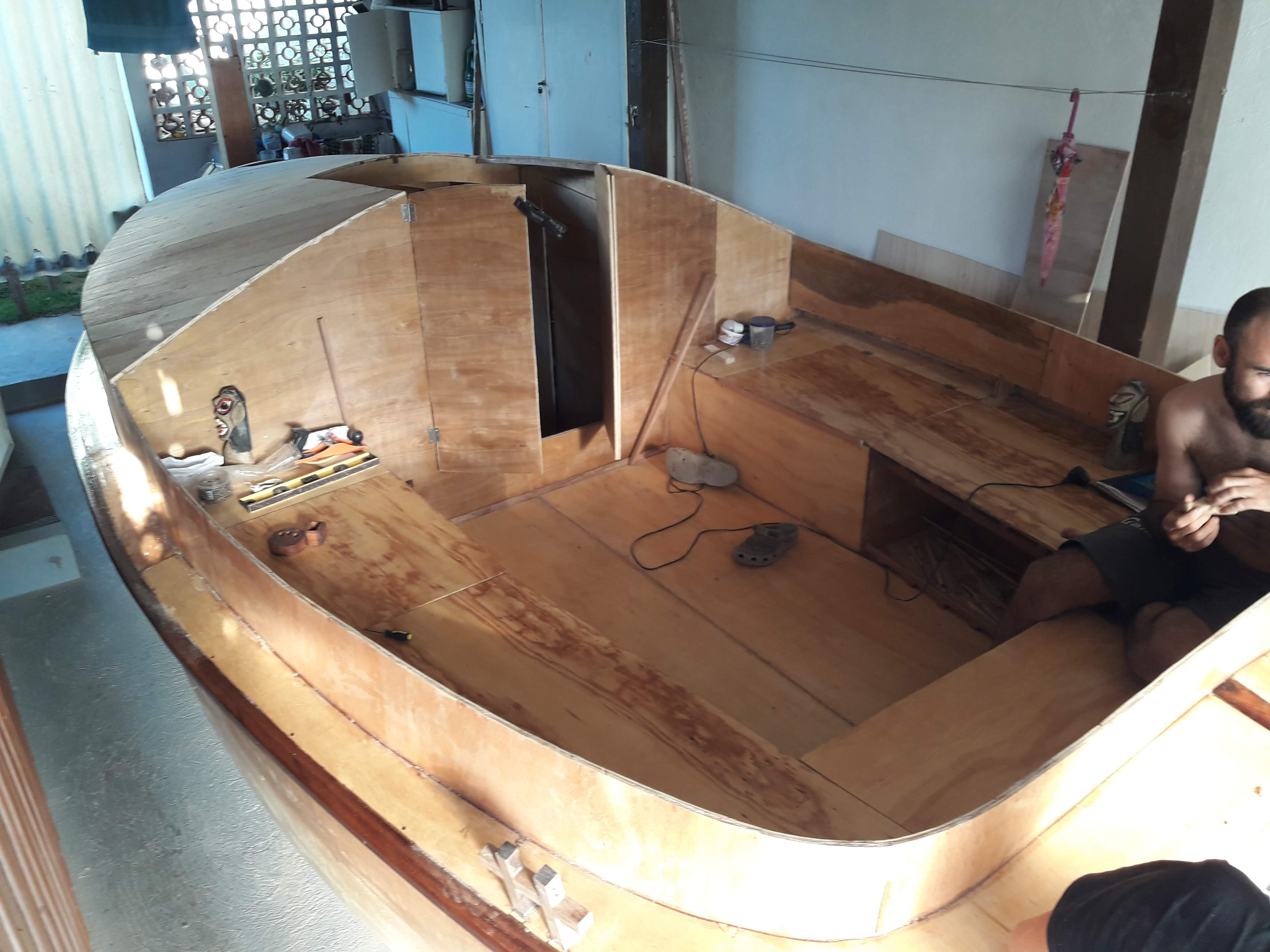